# Pipico
Wesley Henrique Lima Silva e Silva, mais conhecido como Pipico (Rio de Janeiro, 7 de março de 1985), é um futebolista brasileiro que atua como centroavante. Atualmente está no Sobradinho.

## Carreira
Iniciou sua carreira futebolística na base do Itaperuna. Passou também pelo sub-23 do Bahia. Pipico profissionalizou-se em 2007, jogando como atleta do Floresta-RJ. Jogou em diversos clubes do Brasil.
Em 2019, Pipico recebeu o troféu de artilheiro da Copa do Brasil de 2019 ao lado de Luciano do Fluminense e Paolo Guerrero do Internacional, com 5 gols cada um.
Em 28 de julho de 2023, o Botafogo da Paraíba anuncia a contratação do atleta para encorpar o ataque, que é o setor mais carente do Alvinegro da Estrela Vermelha em 2023.

## Artilharias
Bangu
- Copa Rio: 2010 – 8 gols

Santa Cruz
- Copa do Brasil: 2019 – 5 gols[5]
- Campeonato Pernambucano: 2020 – 6 gols